# Успех Шерстона
«Успех Шерстона» (англ. Sherston's Progress) — заключительная книга полуавтобиографической трилогии Зигфрида Сассуна. Ей предшествуют «Мемуары охотника на лис» и «Мемуары пехотного офицера».

## Содержание
Книга начинается с прибытия в «Слейтфордский военный госпиталь» в Эдинбурге (основанный на военном госпитале Крейглокхарта) для контуженных солдат. Шерстон не был ранен, но отказался продолжать бой, что принесло ему временную известность в Англии. Знаменитый невролог У.Х.Р. Риверс — главный персонаж книги (и он оказал огромное влияние на Сассун в реальной жизни). После многих сеансов, на которых он лучше узнает себя и свои мотивы, он решает проситься обратно на передовую.
Шерстона отправляют в Ирландию (где его знакомят с «Мистером», алкоголиком и эксцентричным миллионером), затем в Палестину и, наконец, на Западный фронт во Франции. Там, как капитан роты, он описывает восхищение своим слугой (Бондом), своими сослуживцами, а также своим душевным состоянием. В конце короткого первого пребывания на фронте он решает пойти с капралом Дэвисом, чтобы бросить несколько гранат Миллса в немецкий пулеметный пост. На обратном пути ему выстрелил в голову опытный солдат (сержант Уикхэм) из его собственной роты. Шерстон не хочет, чтобы его отправили выздоравливать в Лондон. В больнице его вновь навещает  Риверс.

## Внешние ссылки
- «Успех Шерстона» в Faded Page (Канада)